# Siedlung Bachtelstrasse

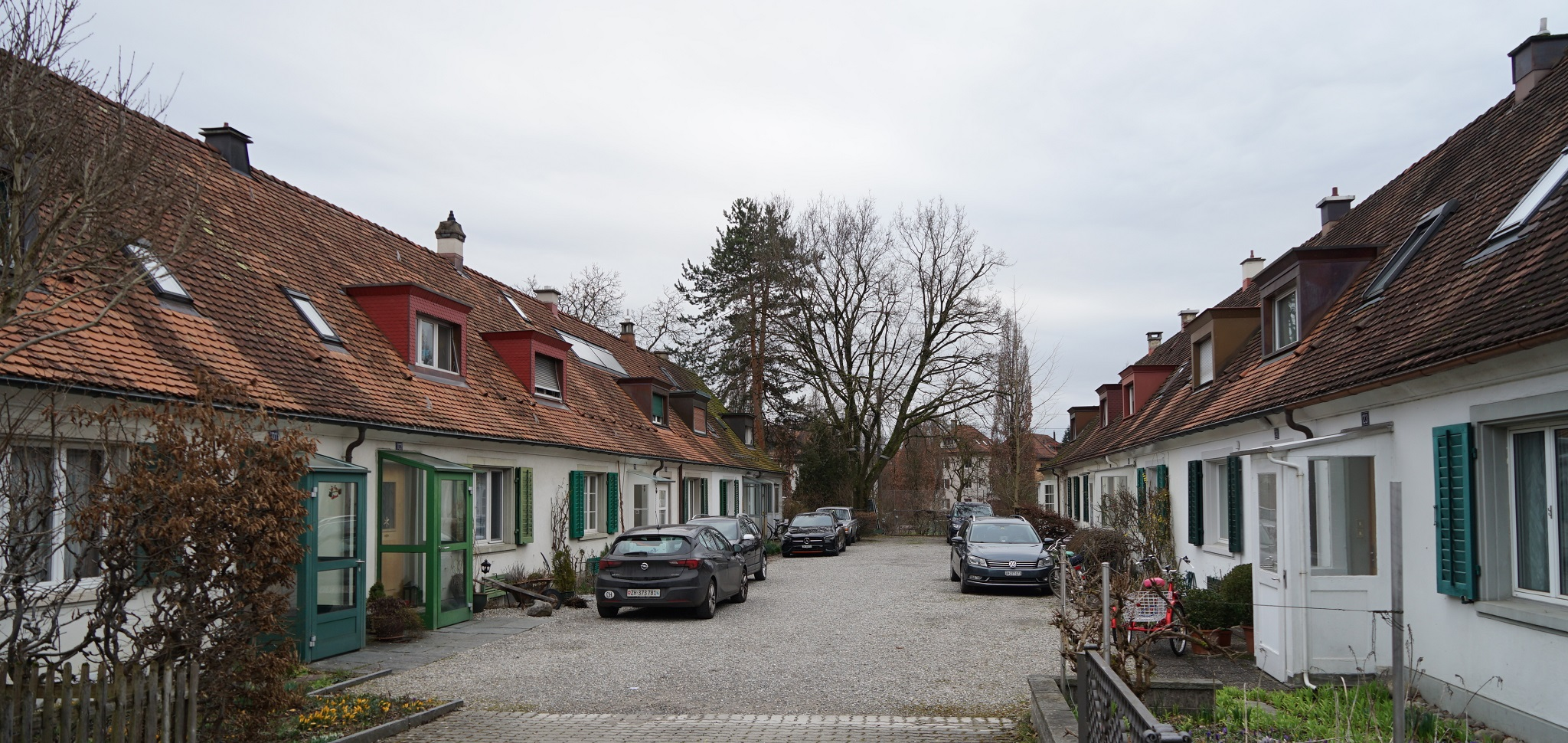
Ansicht von Norden (2023)

Die Siedlung «Bachtelstrasse» (auch Bernoulli-Siedlung Bachtelstrasse) in Winterthur im Schweizer Kanton Zürich ist eine Reihenhaussiedlung, die durch die Architekten Hans Bernoulli und Adolf Kellermüller geplant und 1924/1925 errichtet wurde. Sie ist ein «Schutzobjekt» kommunaler Bedeutung.

## Lage und Umfang
Die Siedlung liegt am Rand des historischen Dorfkerns von Winterthur-Veltheim (Kreis 5). Sie umfasst zwei gegenüberliegende Zeilen von je sechs Reihenhäusern mit den Hausnummern Bachtelstrasse 101–123. Das Wohngebiet wird durch eine hofartig erweiterte Sackgasse erschlossen. Die Winterthurer Siedlungen gehören zum «Ortsbild von nationaler Bedeutung» im Inventar der schützenswerten Ortsbilder der Schweiz (ISOS).

## Geschichte
Der Stadtplaner Bodmer sowie die Architekten Bernoulli und Kellermüller hatten die Gründung der  Heimstätten-Genossenschaft Winterthur (HGW) angeregt. Bernoulli war zudem Professor für Städtebau an der Eidgenössischen Technischen Hochschule in Zürich und ein «Verfechter der Gartenstadtidee». Die beiden Architekten wollten mit ihren Projekten zur Milderung der Wohnungsnot zeigen, dass Einfamilienhäuser auch für den Preis einer Etagenwohnung in einer «Mietskaserne» erstellt werden konnten. Vergleichbare Siedlungen entstanden in den 1920er Jahren am Lindengarten in Basel und in der Hardturmstrasse in Zürich.
Die Heimstätten-Genossenschaft erteilte Bernoulli und Kellermüller Aufträge zur Planung von drei Siedlungen in Winterthur. Es sollten «Kleinhäuser» für Arbeiter mit niedrigem Einkommen entstehen. Nach der Siedlung Weberstrasse/Unterer Deutweg (1923–1925) folgten die Siedlungen Bachtelstrasse (1924–1925) und Eichliackerstrasse in Töss (1924–1928). Die gemeinsamen Freiflächen unterscheiden sich deutlich. In der Weberstrasse ist es eine grosse Wiese, in der Bachtelstrasse der Hofbereich und in der Eichliackerstrasse ein U-förmig umschlossener «Gartenhof» bzw. Park.
Die Häuser wurden nach ihrer Erstellung durch die HGW verkauft und befinden sich im Besitz verschiedener Privatpersonen. Die HGW wurde jedoch in der Industriestadt neben der Gesellschaft für Erstellung billiger Wohnhäuser (GEbW) zur «zweiten wichtigen gemeinnützigen Bauträgerschaft».

## Beschreibung

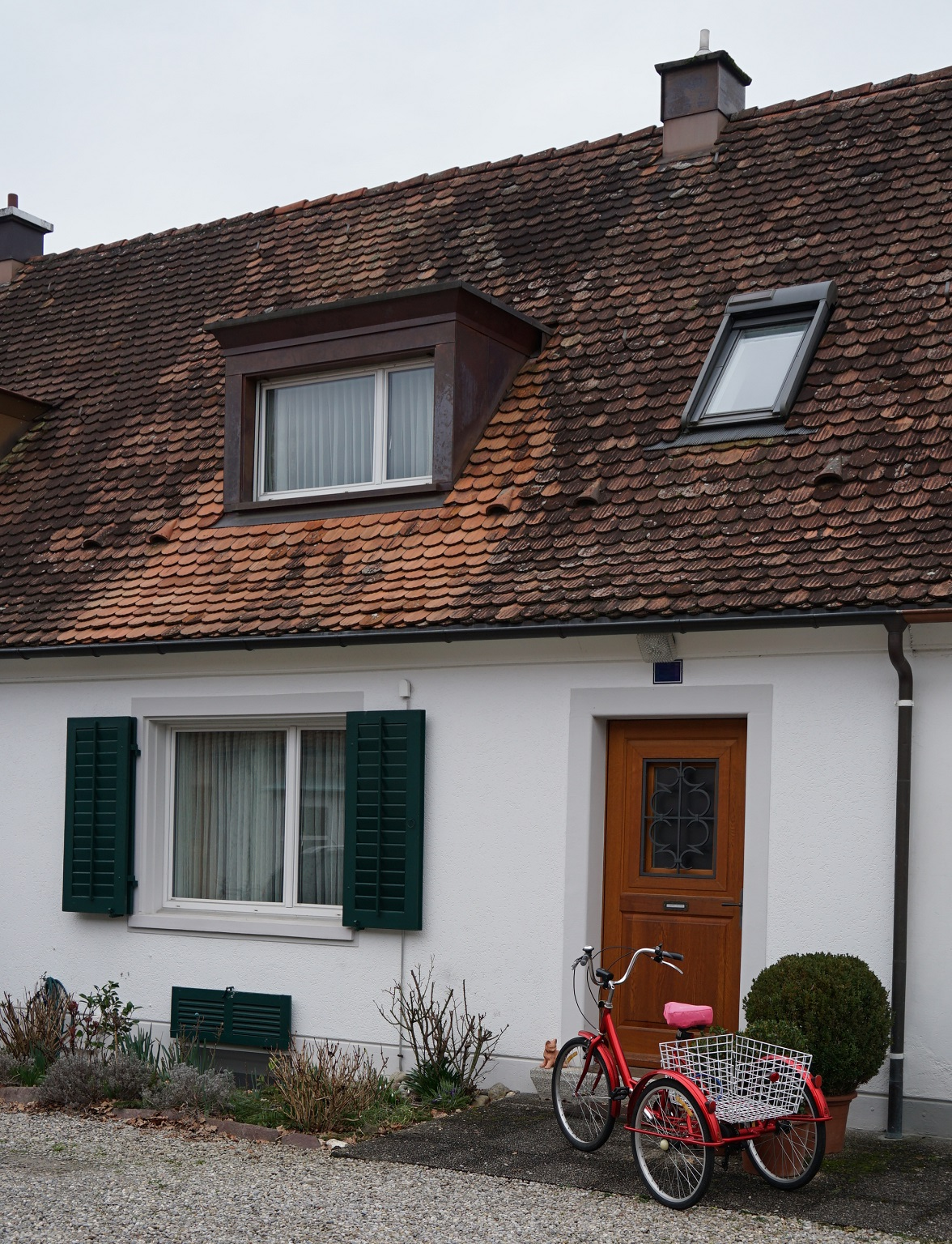
Einzelhaus (2023)

Die einfach konstruierten Häuser sind eingeschossig, unterkellert und verfügen über ein ausgebautes Dachgeschoss mit Badezimmer. Das Satteldach ohne Kniestock ist «markant» und zeigt Aufschieblinge sowie asymmetrisch angeordnete Lukarnen mit Flachdach. Vor einige der Haustüren wurden später kleine Windfänge vorgesetzt, Dachfenster ersetzten die kleinen Dachluken aus der Erbauungszeit und wurden zudem in einige der Spitzböden eingebaut.
Eingangsseitig orientieren sich die beiden Hauszeilen zur gemeinsamen Erschliessungszone, die unversiegelt geblieben ist und meist von kleinen Vorgärten begrenzt wird. Die «grosszügigen» Privatgärten der Aussenseiten waren mit Rabatten und Nutzgärten in einer wiederkehrenden Abfolge einheitlich gestaltet. Ihre historische Struktur ist heute noch «gut ablesbar».

## Verkehr
Die Trolleybuslinie 2 (Wülflingen – HB – Seen), von Stadtbus Winterthur verkehrt auf der Wülflingerstrasse.

## Fussnoten
1. 1 2 3 4 5  Siedlung Bachtelstrasse im Winterthur Glossar. Abgerufen am 6. März 2023.
2. ↑  Ungerade Hausnummern.
3. 1 2 3  Gilbert Brossard, Daniel Oederlin: Siedlung Bachtelstrasse (D 3). In: Architekturführer Winterthur. Band 1. S. 111.
4. ↑  Gilbert Brossard, Daniel Oederlin: Siedlung Weberstrasse 12–42/Unterer Deutweg 60–82 (K 3). In: Architekturführer Winterthur. Band 1. S. 199.
5. ↑  Gilbert Brossard, Daniel Oederlin: Siedlung Bernoulli Eichliackerstrasse 60–74 (H 6). In: Architekturführer Winterthur. Band 1. S. 165.

Koordinaten: 47° 30′ 31,6″ N, 8° 42′ 52,7″ O; CH1903: 696124 / 262784